# Murakami Naojirō

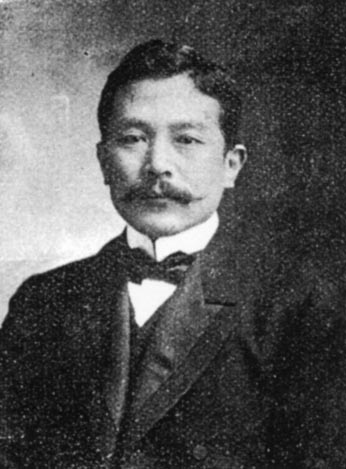
Murakami Naojirō

Murakami Naojirō (japanisch 村上 直次郎; geboren 26. Februar 1868 in Mori (Provinz Bungo); gestorben 17. September 1966 in Fujisawa (Präfektur Kanagawa)) war ein japanischer Historiker mit dem Schwerpunkt Geschichte der japanisch-europäischen Handelsbeziehungen.

## Leben und Wirken
Murakami Naojirō machte nach sechs Jahren Studium 1884 seinen Abschluss an der Dōshisha-Universität. Er bildete sich an der Universität Tokio weiter, an der er 1895 seinen Abschluss machte. Nach dem Studium an der Graduiertenschule ging er nach Europa.
Nach seiner Rückkehr nach Japan im Jahr 1902 war er Professor an der „Tokyo School of Foreign Languages“ (東京外国語学校, Tōkyō gaikokugo gakkō), Rektor an der „Tokyo Music School“ (東京音楽学校, Tōkyō ongaku gakkō), 1928 Professor an der „Imperial University of Taipei“ (台北帝国大学, Taihoku teikoku daigaku) und 1940 Professor an der Sophia-Universität. 1921 promovierte Murakami in Literaturwissenschaft.
Nach dem Zweiten Weltkrieg wurde er von 1946 bis 1953 Präsident der Sophia-Universität, die ihn „Meiyo Kyōju“ verabschiedete. In dieser Zeit war er auch lange als historiografischer Lektor an der Universität Tokio tätig.
1932 erhielt Murakami einen Orden der Niederlande. Er wurde 1934 dem Orden des Heiligen Schatzes 1. Klasse ausgezeichnet. 1943 wurde er Mitglied der damals Kaiserlichen Akademie der Wissenschaften.
Murakami hat ausländisches historisches Material mit Bezug zu Japan gesammelt. Er übersetzte es und eröffnete damit ein Forschungsfeld zur Geschichte der japanisch-europäischen diplomatischen Beziehungen. Er hat viele Bücher und Artikel verfasst bzw. herausgegeben, darunter „Bōeki shijō no Hirado“ (貿易史上の平戸) – „Handelsgeschichte von Hirado“ und „Ikoku sōsho“ (異国叢書) – „Publikationen des Auslands“. Er übersetzte u. a. die Berichte der Jesuiten in Japan um 1600 und das „Tagebuch des holländischen Handelspostens von Nagasaki“.